# Ken Matthews
Kenneth Joseph "Ken" Matthews, född 21 juni 1934 i Birmingham, död 2 juni 2019, var en brittisk friidrottare.
Matthews blev olympisk mästare på 20 kilometer gång vid olympiska sommarspelen 1964 i Tokyo.